# Stockholm Marathon

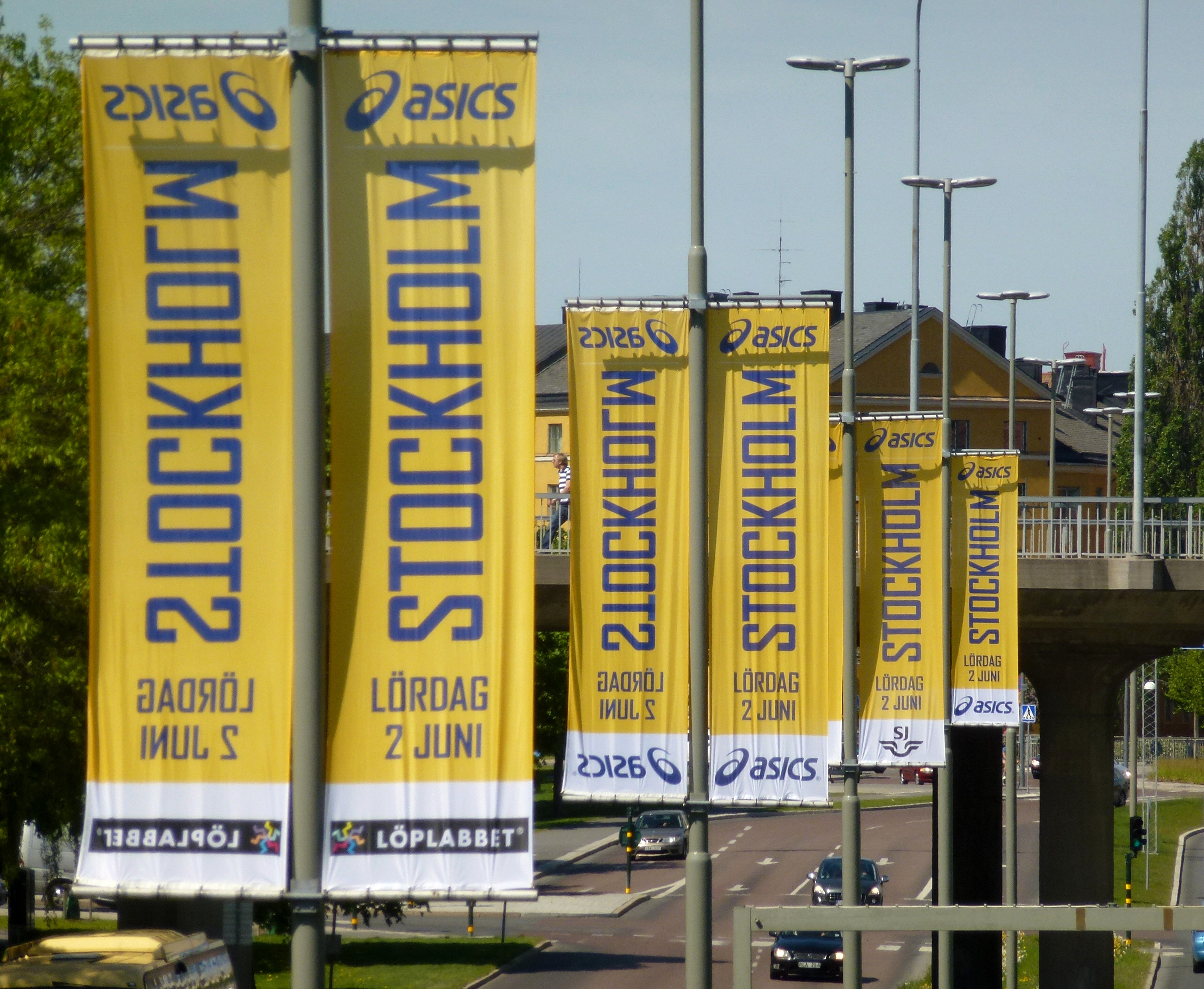
Stockholm Marathon 2012, skyltning längs Rålambshovsleden.

Stockholm Marathon (i sponsorsammanhang: Adidas Stockholm Marathon), även kallad Stockholmsmaran, är ett årligt maratonlopp genom Stockholms centrala delar. Det är det största maratonloppet i Sverige, sett både i antal deltagare och i antal elit-löpare. Starten går på Lidingövägen utanför Stockholms Olympiastadion och målgången är inne på stadion. Distansen är den klassiska 42 195 meter. Sedan år 1982 är loppet även svenskt mästerskap i maraton.

## Historik
Det första Stockholm Marathon arrangerades 4 augusti 1979. Numera avgörs tävlingen normalt i början av juni, men ibland i slutet av maj för att undvika tidskrockar med andra händelser. Loppet är det utan jämförelse största maratonloppet i Sverige med numera över 18 000 anmälda deltagare per år, varav knappt 15 000 brukar komma till start. Från starten till 2010 har 143 322 deltagit i loppet minst en gång och 311 798 gånger har deltagare kommit i mål.
År 2014 var 21 942 löpare från 93 olika länder anmälda, vilket var rekord för tävlingen. Det var 16 736 löpare som startade, och av dem kom 16 075 i mål – även det rekord. Vid 2016 års lopp fullföljde 12 855 löpare, och det året var Stockholm Marathon det i antal fullföljande sjunde största maratonloppet i Europa. 2017 fullföljde 12 551 löpare. 2019 var det 12 353 fullföljande varav 3556 kvinnor.
Med anledning av Coronaviruspandemin i början av 2020-talet beslutade arrangörerna att skjuta upp 2020 års tävling från 30 maj till den 5 september, Den 10 juni 2020 beslutade arrangören att helt ställa in 2020 års upplaga. Även 2021 års lopp flyttades framåt i tiden på grund av pandemin, och avgjordes i stället lördagen den 9 oktober.
Första gången loppet genomfördes var 2 155 löpare anmälda varav 69 av dem var kvinnor. Sedan december 2021 går tävlingen i sponsorsammanhang under namnet Adidas Stockholm Marathon efter huvudsponsorn Adidas. Kontraktet gäller 5 år framåt till år 2026. Från 2010-2021 namngavs Stockholm marathon efter sportmärket Asics. 
Banrekordet ligger på 2:10.10, satt av den etiopiska mannen Nigussie Sahlesilassie 2019. Damrekordet är 2:28.24 som sattes 1988 av norskan Grete Waitz.

### Loppet före 2023
Det fanns tre kontroller som löparna måste passera inom en utsatt tid som ligger på Lindarängsvägen, Strandvägen och Lundagatan.. Målgången stängdes sex timmar efter start. Det finns två låtar som gjorts för loppet, "Följa John i Stockholm Marathon" av Thore Skogman och "Stockholm Marathon" av Kenneth Fridén.
Den 14 juli 2012 anordnade arrangörerna även ett till lopp, Jubileumsmarathon Stockholm till minne av OS i Stockholm från 1912.

### Banans sträckning före 2023
- Start och varv ett: Lidingövägen - Valhallavägen - Odengatan - Fleminggatan - Inedalsgatan - Kungsholms strand - Hornsbergs strand - Lindhagensgatan - Rålambshovsleden - Norr Mälarstrand - Ragnar Östbergs plan - Hantverkargatan- Stadshusbron - Tegelbacken - Fredsgatan - Gustav Adolfs Torg - Strömgatan - Kungsträdgårdsgatan - Hamngatan - Strandvägen - Narvavägen - Karlavägen - Engelbrektsgatan - Valhallavägen.
- Varv två: Valhallavägen - Oxenstiernsgatan - Dag Hammarskjölds väg - Djurgårdsbrunnsvägen - Manillavägen - Djurgårdsvägen - Ryssviksvägen - Djurgårdsvägen - Strandvägen - Nybrokajen - Stallgatan - Södra Blasieholmshamnen - Strömbron - Skeppsbron - Slussplan - Katarinavägen - Hornsgatan - Torkel Knutssonsgatan - Söder Mälarstrand - Stadsgårdsleden - Folkungagatan - Götgatan - Noe Arksgränden - Söderledstunneln -  Hornsgatan - Ringvägen- Lundagatan - Varvsgatan - Högalidsgatan -  Långholmsgatan - Västerbron - Gjörwellsgatan - Rålambshovsleden - Norr Mälarstrand - Ragnar Östbergs plan - Hantverkargatan- Stadshusbron - Tegelbacken - Fredsgatan - Gustav Adolfs Torg - Strömgatan - Kungsträdgårdsgatan - Hamngatan - Strandvägen - Narvavägen - Karlavägen - Sturegatan - Valhallavägen - Drottning Sofias väg.
- Mål: Stockholms stadion[15]

## Banans sträckning sedan 2023
- Start och varv ett: Lidingövägen - Valhallavägen - Odengatan - Sveavägen - Kungsgatan - Torsgatan - Sankt Eriksgatan - Fleminggatan - Scheelegatan - Norr Mälarstrand - Ragnar Östbergs plan - Hantverkargatan - Stadshusbron - Klarastrandsleden - Tegelbacken - Vasabron - Rådhusgränd - Riddarhustorget - Munkbron - Munkbroleden - Skeppsbron - Strömbron - Strömgatan - Stallgatan - Nybrokajen - Strandvägen - Narvavägen - Karlaplan - Karlavägen - Sturegatan - Valhallavägen.
- Varv två: Valhallavägen - Oxenstiernsgatan - Dag Hammarskjölds väg - Nobelgatan - Djurgårdsbrunnsvägen - Djurgårdsbrunnsbron - Manillavägen - Djurgårdsvägen - Ryssviksvägen - Djurgårdsvägen - Djurgårdsbron - Strandvägen - Nybrokajen - Hovslagargatan - Södra Blasieholmshamnen - Strömbron - Skeppsbron - Slussbron - Katarinavägen - Renstiernas gata - Folkungagatan- Götgatan - Åsögatan - Västgötagatan - Magnus Ladulåsgatan - Rosenlundsgatan - Hornsgatan - Ringvägen -Lundagatan - Varvsgatan - Heleneborgsgatan - Västerbron - Gjörwellsgatan - Rålambshovsleden - Norr Mälarstrand - Ragnar Östbergs plan - Hantverkargatan - Stadshusbron - Klarastrandsleden - Tegelbacken - Vasabron - Rådhusgränd - Riddarhustorget - Munkbron - Munkbroleden - Skeppsbron - Strömbron - Södra Blasieholmshamnen - Stallgatan - Nybrokajen - Strandvägen - Narvavägen - Karlaplan - Karlavägen - Sturegatan - Valhallavägen - Drottning Sofias väg.
- Mål: Stockholms stadion[16]

## Bildgalleri

Stockholm marathon
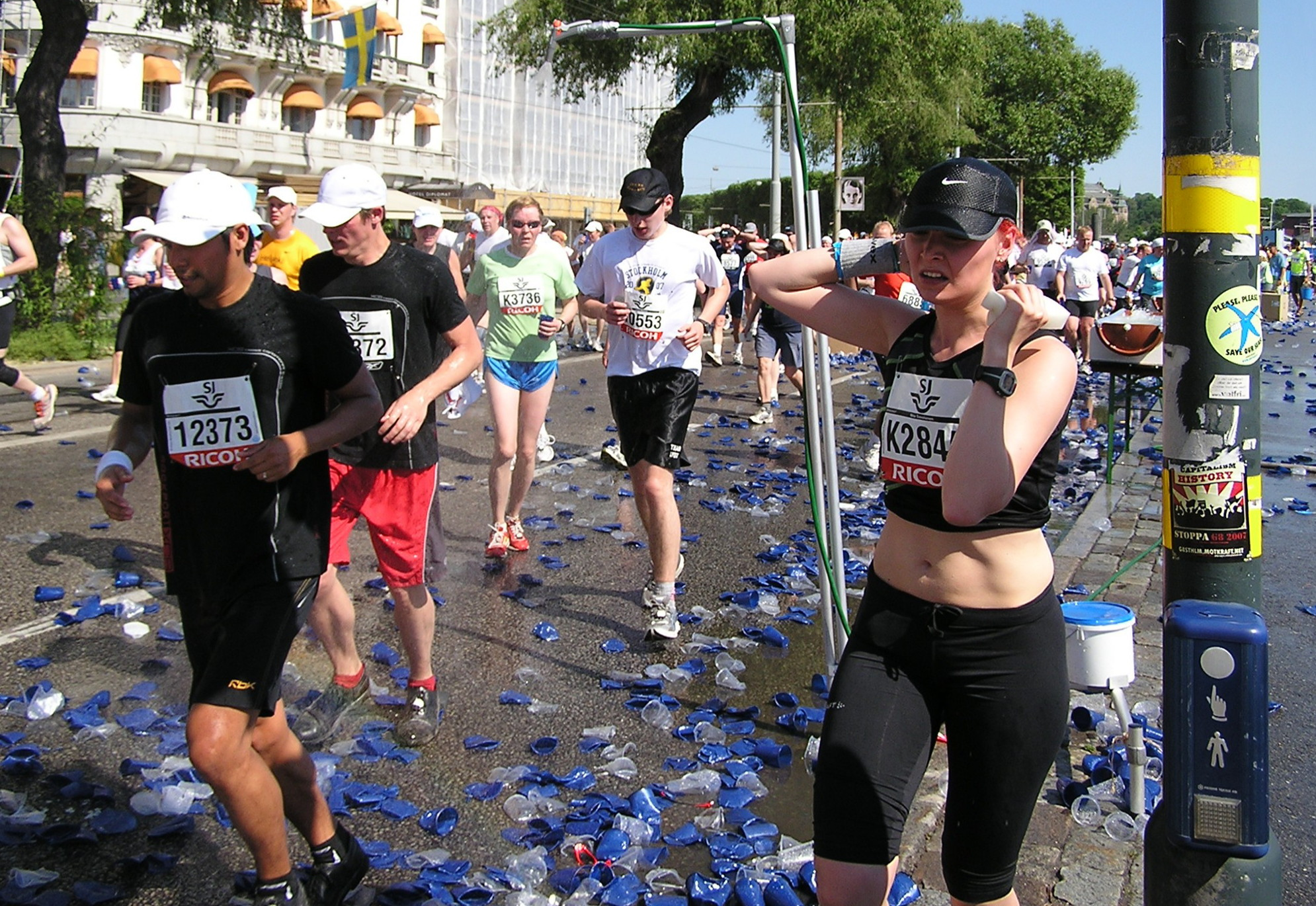
Längs Strandvägen, 2006
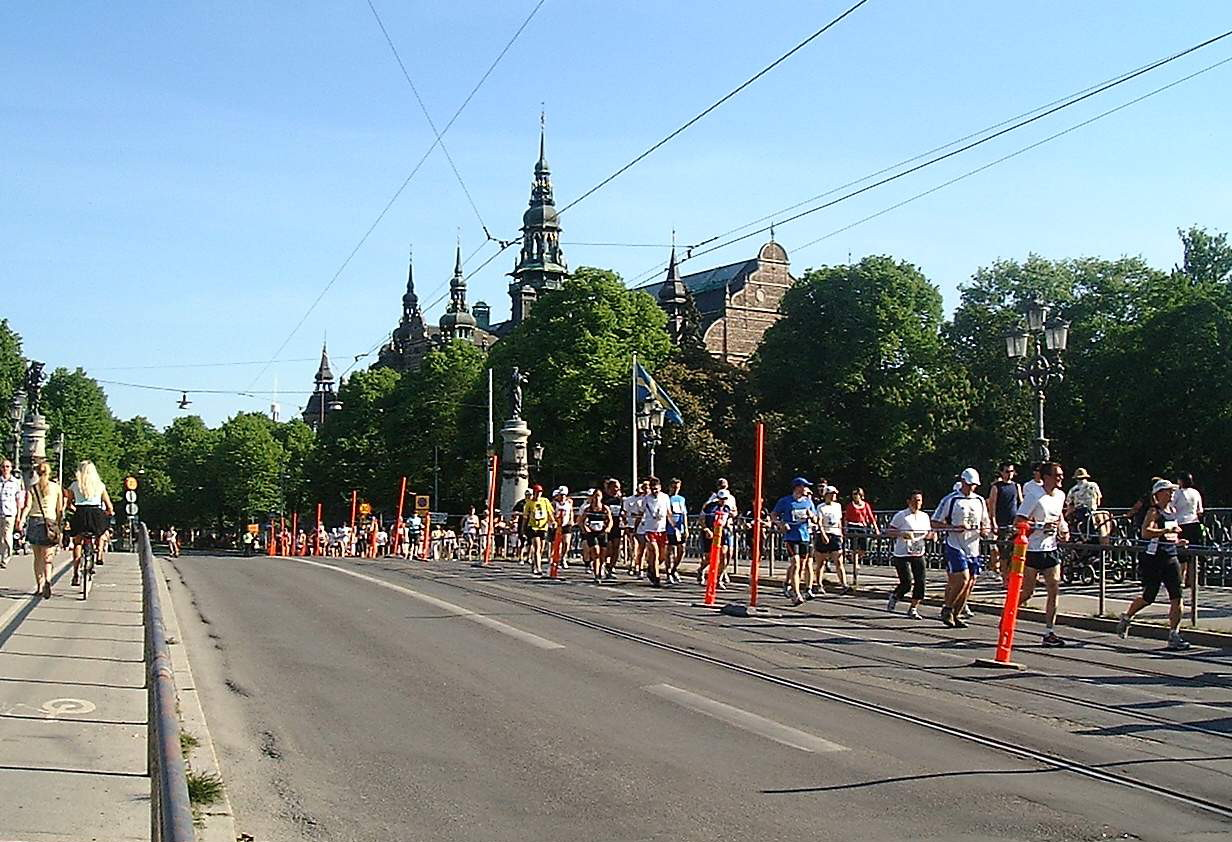
Över Djurgårdsbron, 2007
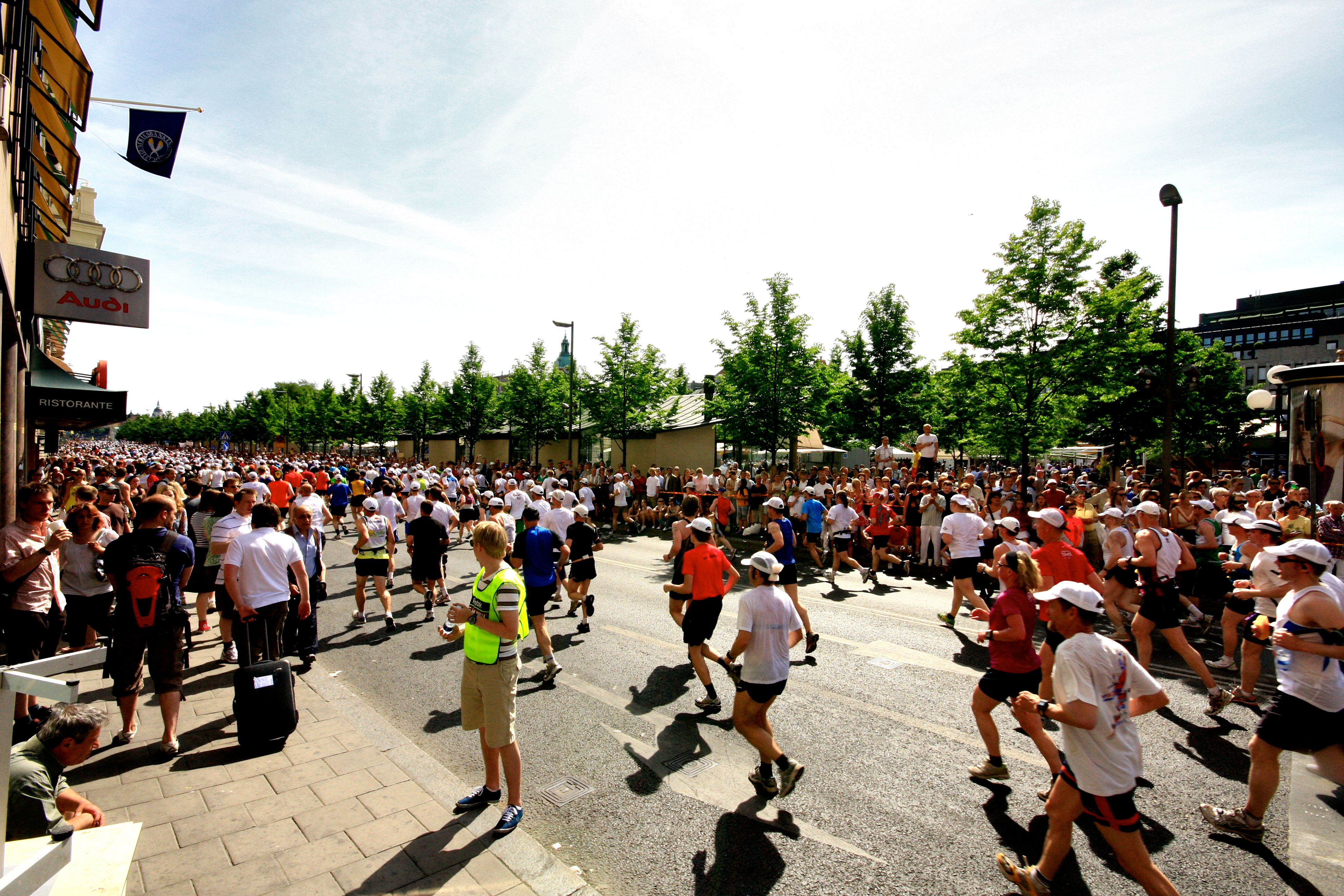
Stockholm Marathon 2008
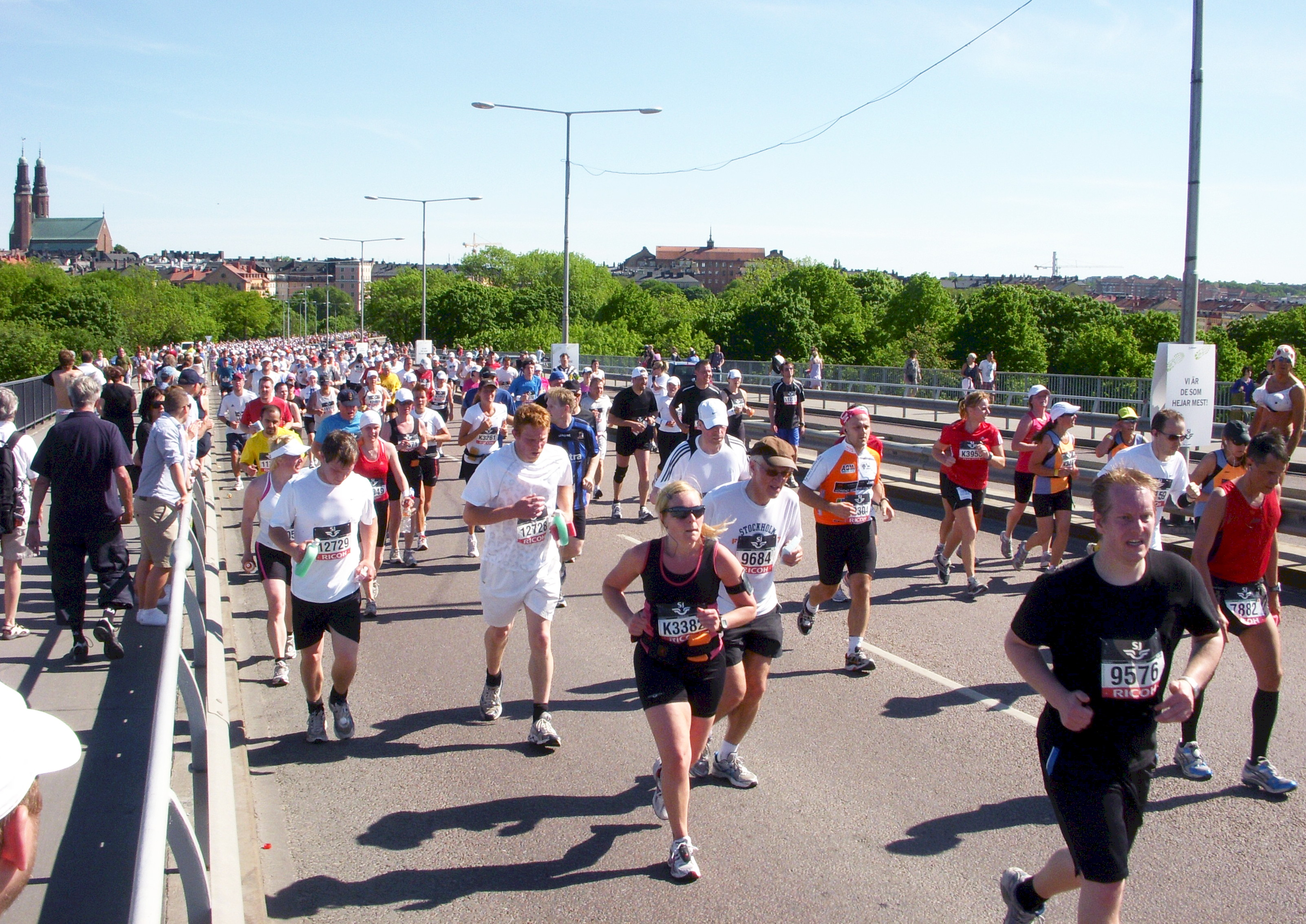
På Västerbron, 2009
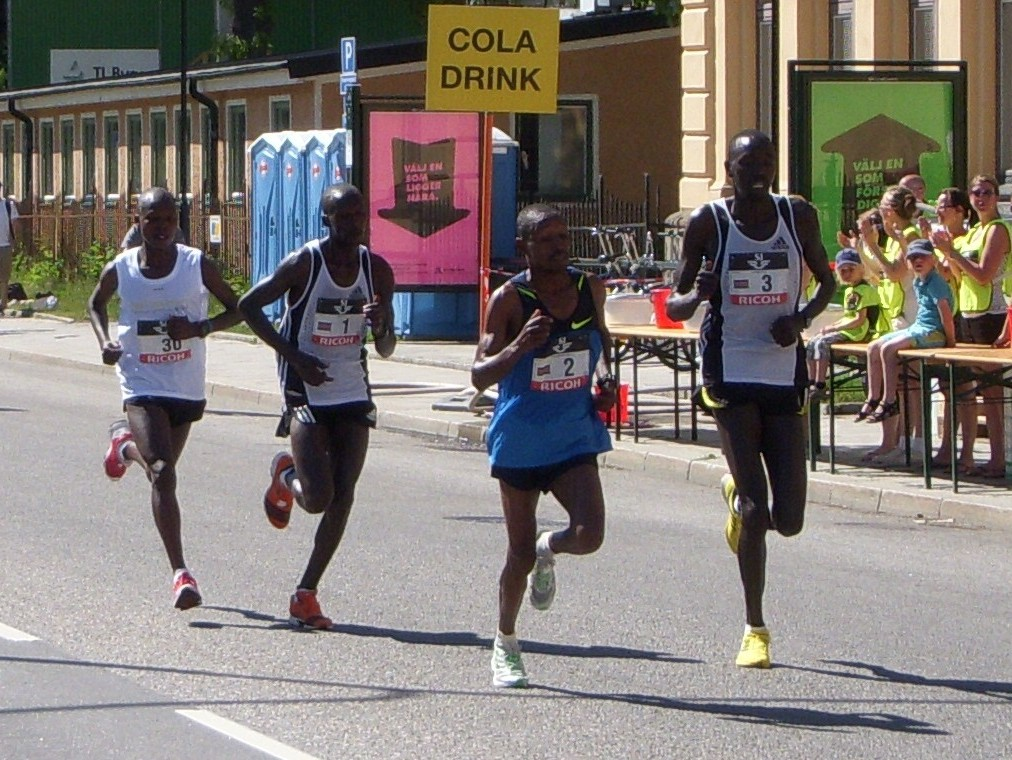
Vinnaren 2009 Paul Kipkemei Kogo (nr 2)
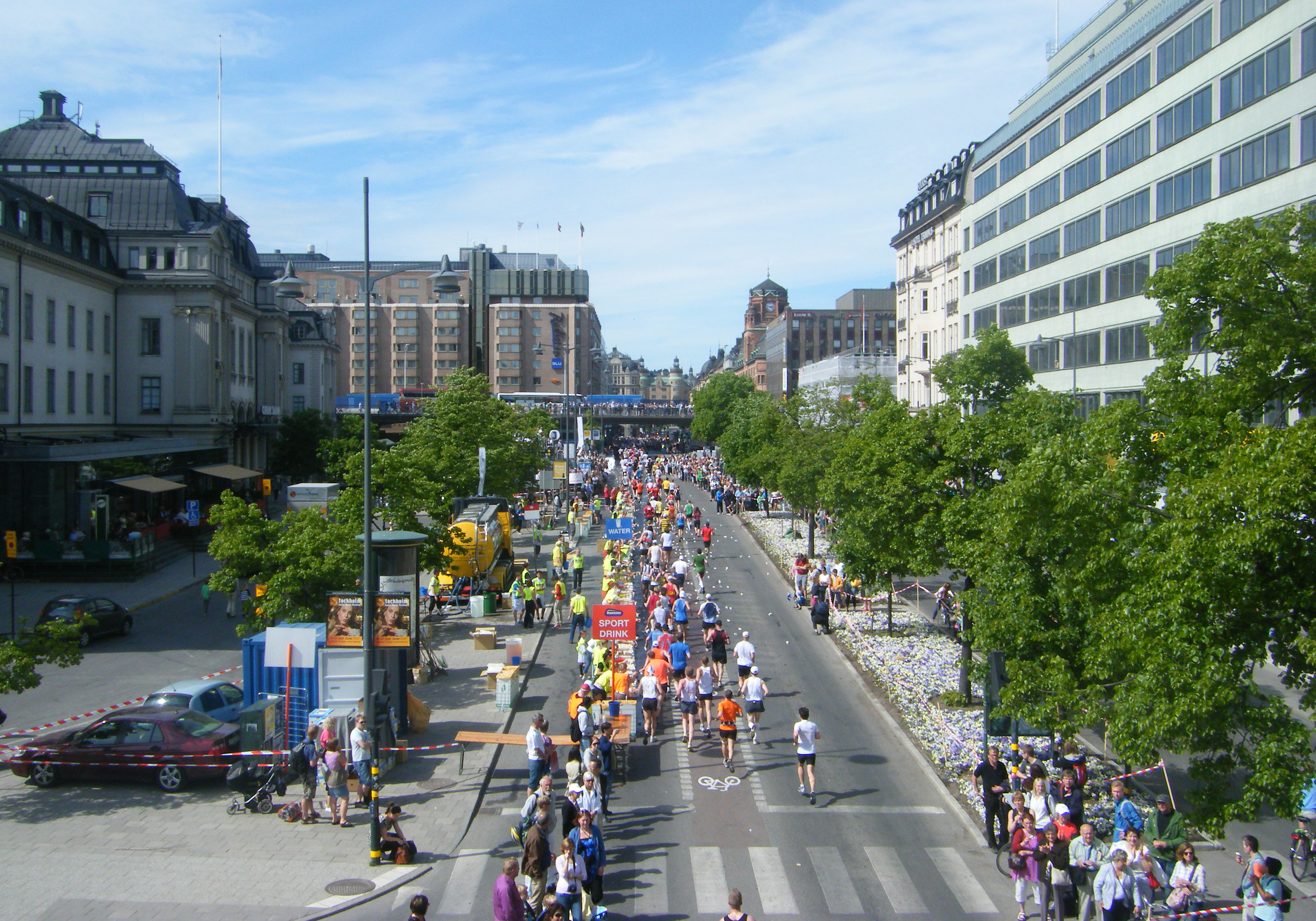
På Vasagatan 2010
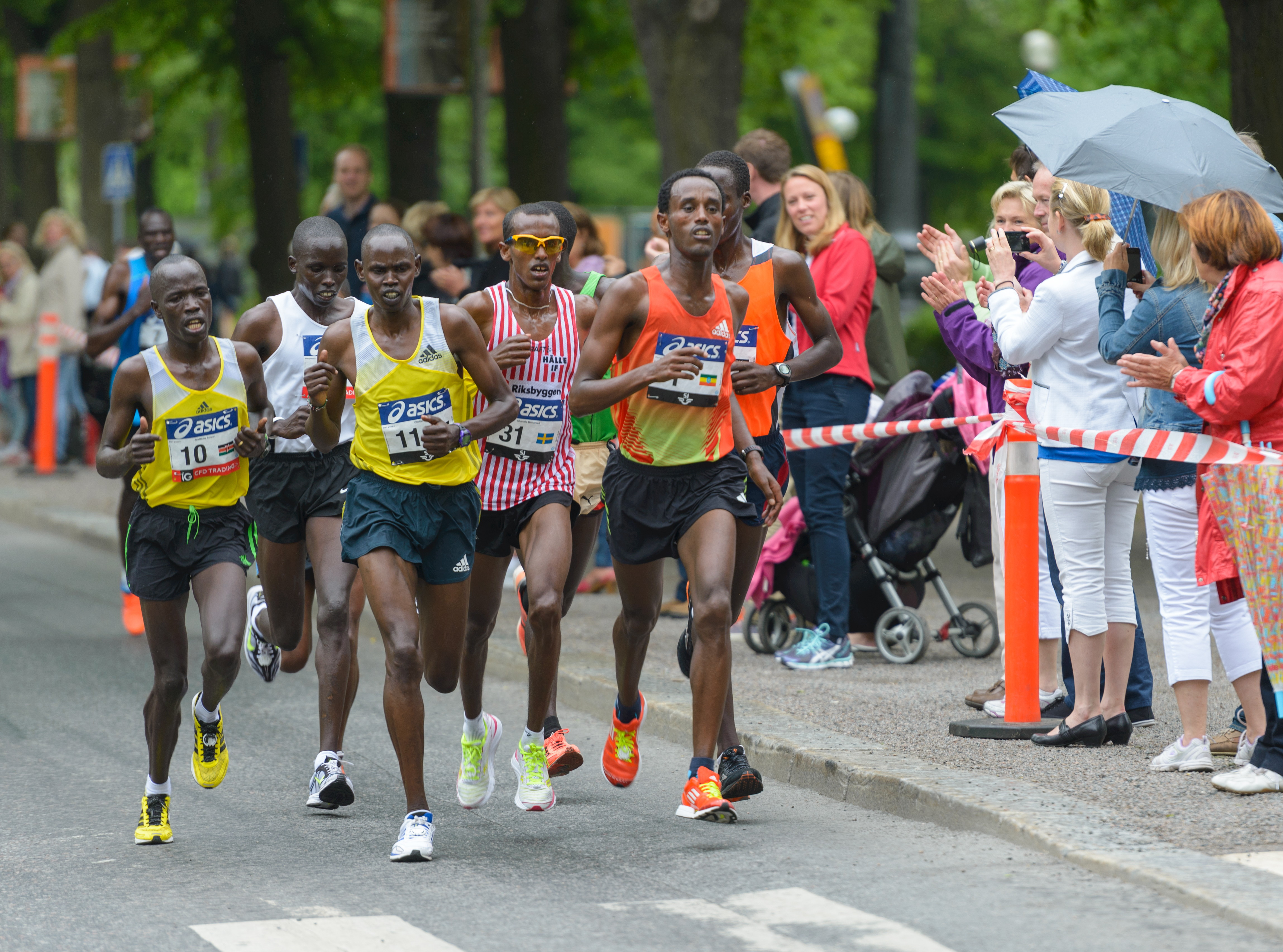
Tätklungan 2013 med vinnaren Shumi Gerbaba (nr 1)
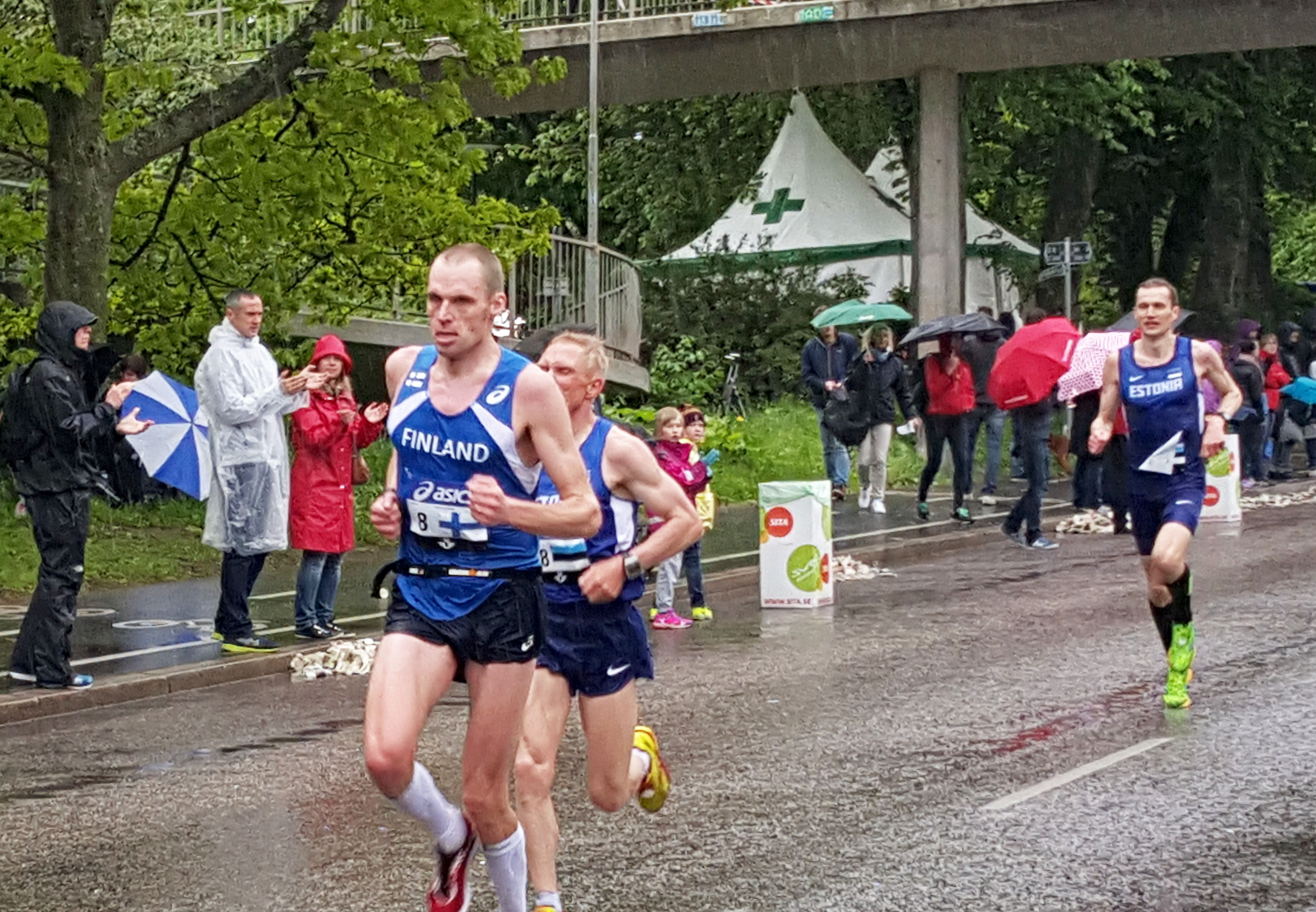
Teemu Toivanien 2015 på andra varvet vid 35 km

## Vinnare

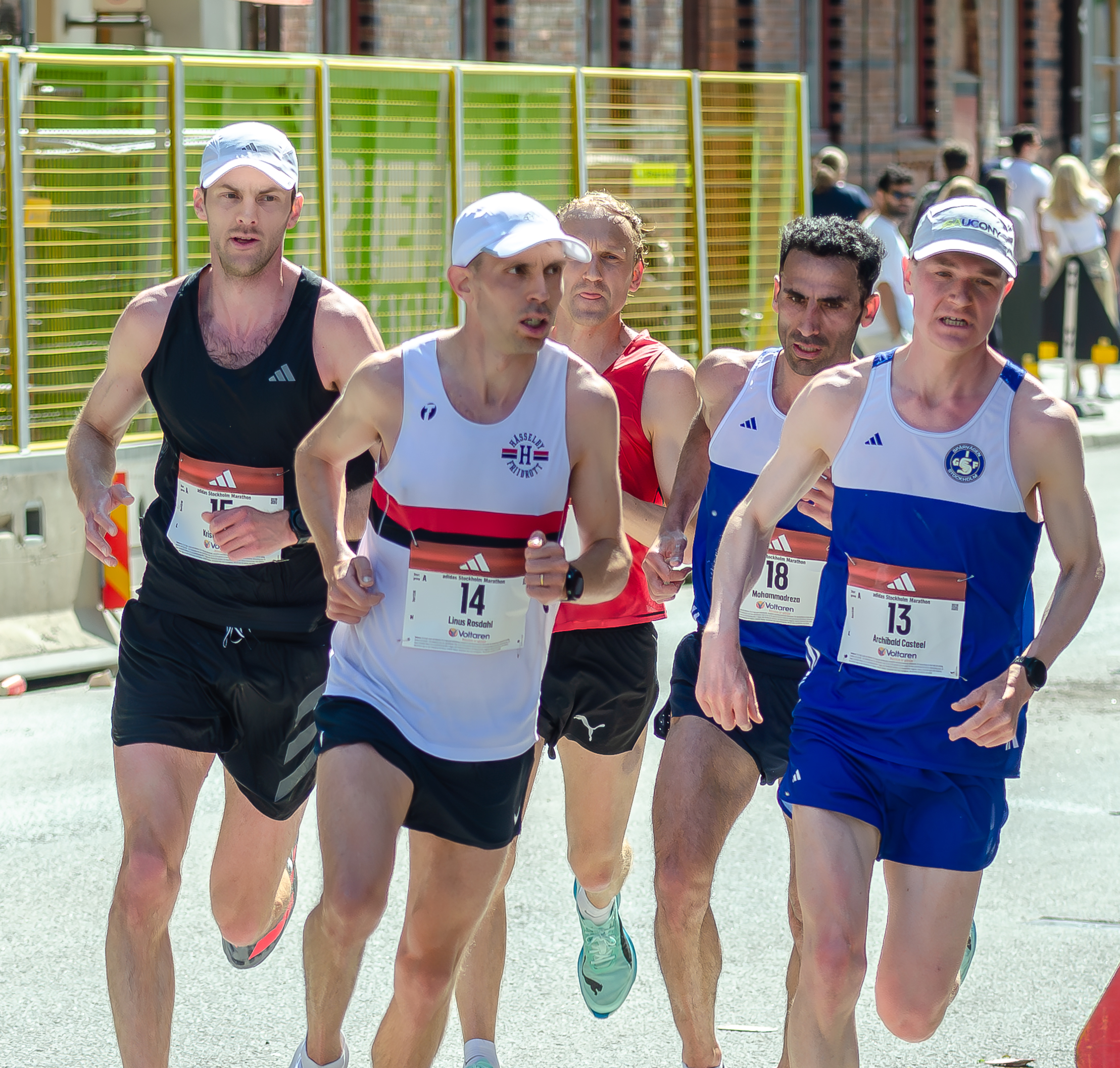
Mohammad Reza (18), Archibald Casteel (13), Linus Rosdahl (14), Kristofer Låås (15), David Nilsson (85) (skymd) under Stockholm Marathon 2025. Samtliga placerade sig bland topp 14 efter främst Kenyanerna.

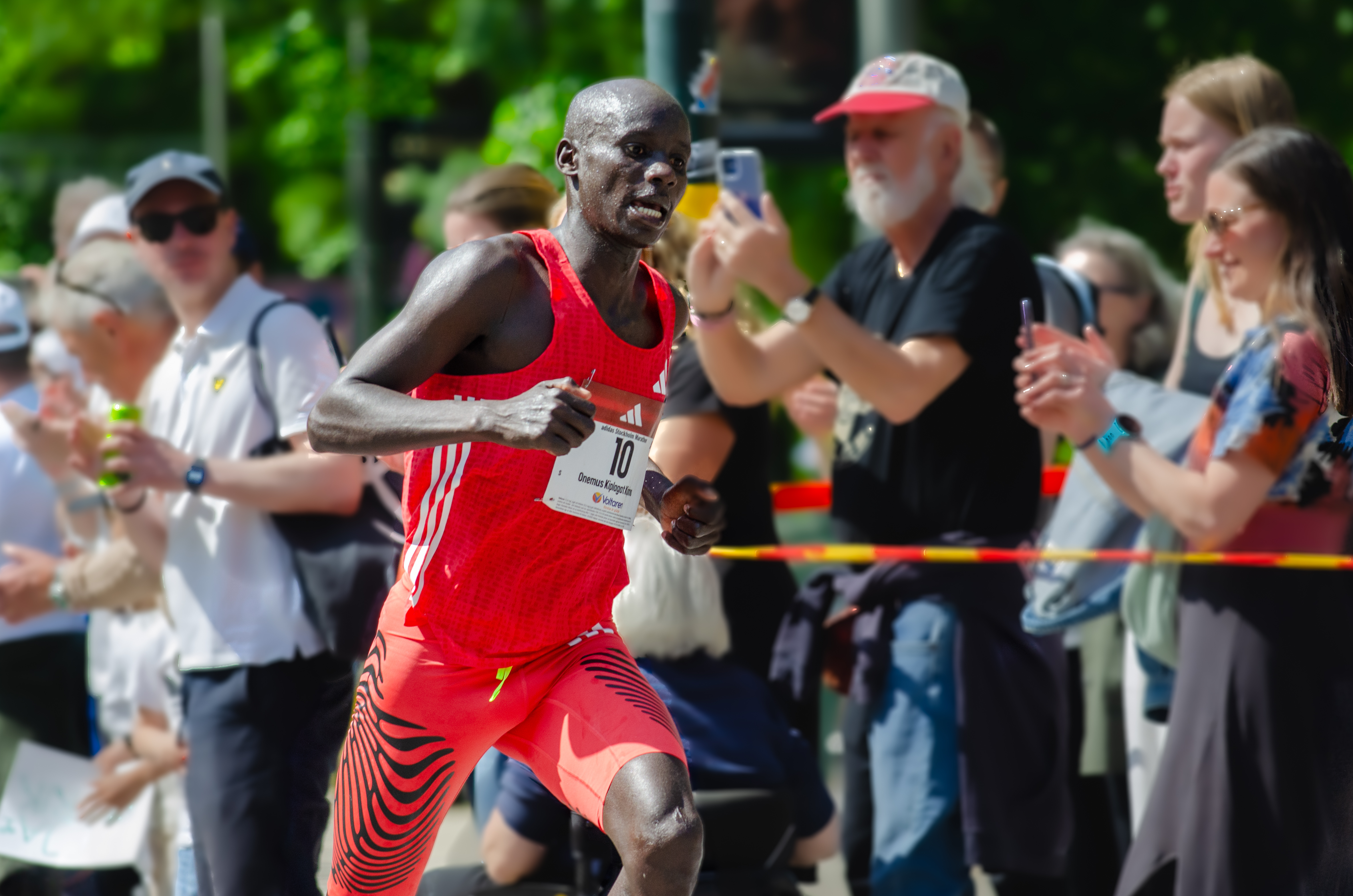
Segraren Onemus Kiplagat Kiplimo under Stockholm Marathon 2025.

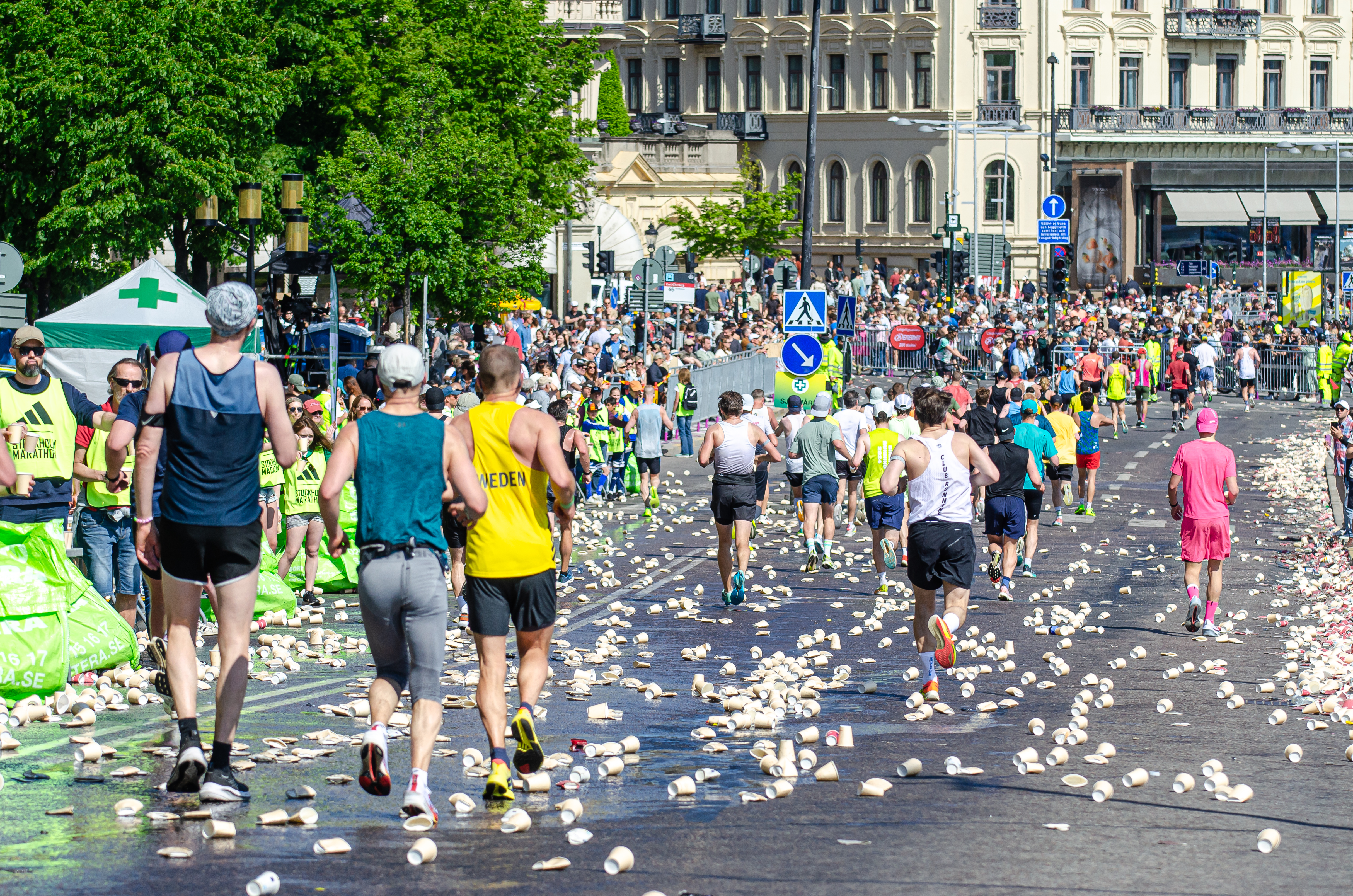
Vätskekontrollens efterverkningar.

Banrekord

### Herrar
| År   | Vinnare                             | Land                                | Tid                                 |
| ---- | ----------------------------------- | ----------------------------------- | ----------------------------------- |
| 1979 | Jukka Toivola                       | Finland                             | 2:17.35                             |
| 1980 | Jeff Wells                          | USA                                 | 2:15.49                             |
| 1981 | Bill Rodgers                        | USA                                 | 2:13.26                             |
| 1982 | Kjell-Erik Ståhl                    | Sverige - Hässleholms AIS           | 2:19.20                             |
| 1983 | Hugh Jones                          | Storbritannien                      | 2:11.37                             |
| 1984 | Agapius Masong                      | Tanzania                            | 2:13.47                             |
| 1985 | Tommy Persson                       | Sverige - Heleneholms IF            | 2:17.18                             |
| 1986 | Kjell-Erik Ståhl                    | Sverige - Enhörna IF                | 2:12.33                             |
| 1987 | Kevin Forster                       | Storbritannien                      | 2:13.52                             |
| 1988 | Suleiman Nyambui                    | Tanzania                            | 2:14.26                             |
| 1989 | Dave Clarke                         | Storbritannien                      | 2:13.34                             |
| 1990 | Simon Robert Naali                  | Tanzania                            | 2:13.04                             |
| 1991 | Åke Eriksson                        | Sverige - Hässelby SK               | 2:12.38                             |
| 1992 | Hugh Jones                          | Storbritannien                      | 2:15.58                             |
| 1993 | Daniel Mbuli                        | Sydafrika                           | 2:16.30                             |
| 1994 | Tesfaye Bekele                      | Etiopien                            | 2:14.06                             |
| 1995 | Åke Eriksson                        | Sverige - Hässelby SK               | 2:14.29                             |
| 1996 | Tesfaye Bekele                      | Etiopien                            | 2:15.05                             |
| 1997 | Benson Masya                        | Kenya                               | 2:17.22                             |
| 1998 | Martin Ojuko                        | Kenya                               | 2:16.12                             |
| 1999 | Alfred Shemweta                     | Sverige - Flemingsbergs SK          | 2:14.52                             |
| 2000 | Alfred Shemweta                     | Sverige - Flemingsbergs SK          | 2:18.49                             |
| 2001 | Anders Szalkai                      | Sverige - Spårvägens FK             | 2:18.17                             |
| 2002 | My Tahar Echchadli                  | Marocko                             | 2:18.20                             |
| 2003 | Josphat Chemjor                     | Kenya                               | 2:18.14                             |
| 2004 | Joseph Riri                         | Kenya                               | 2:16.12                             |
| 2005 | Kasirayi Sita                       | Zimbabwe                            | 2:13.28                             |
| 2006 | Philip Bandawe                      | Zimbabwe                            | 2:17.01                             |
| 2007 | Philip Bandawe                      | Zimbabwe                            | 2:20.56                             |
| 2008 | Willy Korir                         | Kenya                               | 2:16.03                             |
| 2009 | Paul Kipkemei Kogo                  | Kenya                               | 2:15.34                             |
| 2010 | Joseph Lagat                        | Kenya                               | 2:12.48                             |
| 2011 | Shumi Gerbaba                       | Etiopien                            | 2:14.07                             |
| 2012 | Methkal Abu Drais                   | Jordanien                           | 2:19.16                             |
| 2013 | Shumi Gerbaba                       | Etiopien                            | 2:16.13                             |
| 2014 | Benjamin Bitok                      | Kenya                               | 2:13.21                             |
| 2015 | Yekeber Bayabel                     | Etiopien                            | 2:18.22                             |
| 2016 | Stanley Koech                       | Kenya                               | 2:10.58                             |
| 2017 | Abrha Milaw                         | Etiopien                            | 2:11.36                             |
| 2018 | Lawi Kiptui                         | Kenya                               | 2:13.30                             |
| 2019 | Nigussie Sahlesilassie              | Etiopien                            | 2:10.10                             |
| 2020 | Inställt på grund av Coronapandemin | Inställt på grund av Coronapandemin | Inställt på grund av Coronapandemin |
| 2021 | Fikadu Teferi                       | Etiopien                            | 2:12:23                             |
| 2022 | Felix Kirwa                         | Kenya                               | 2:11.08                             |
| 2023 | Ashenafi Moges                      | Etiopien                            | 2:10.32                             |
| 2024 | Fredrick Kibii                      | Kenya                               | 2.14.17                             |
| 2025 | Onemus Kiplagat Kiplimo             | Kenya                               | 2.11.34                             |

### Damer

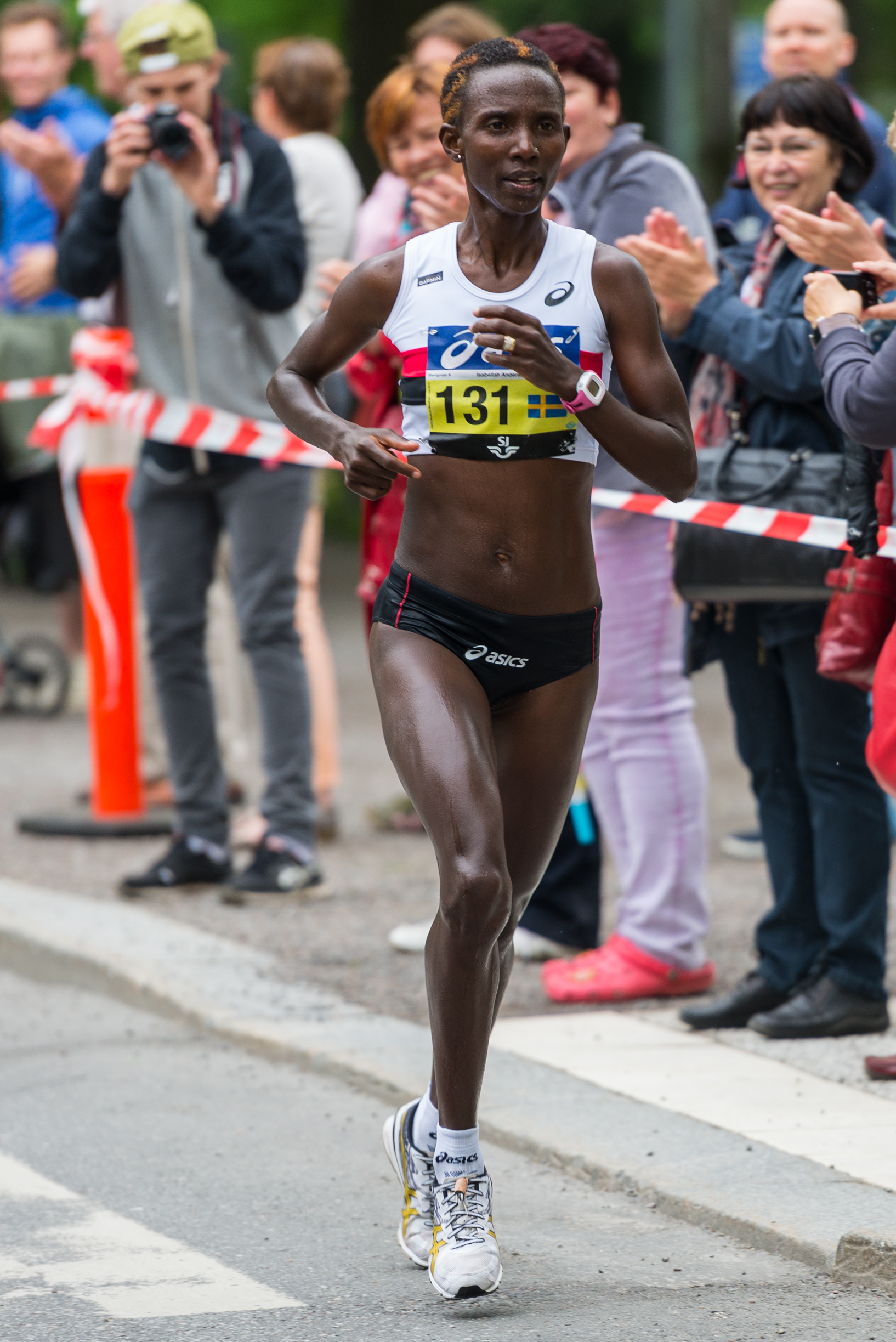
Isabellah Andersson på väg mot sin femte seger 2013.

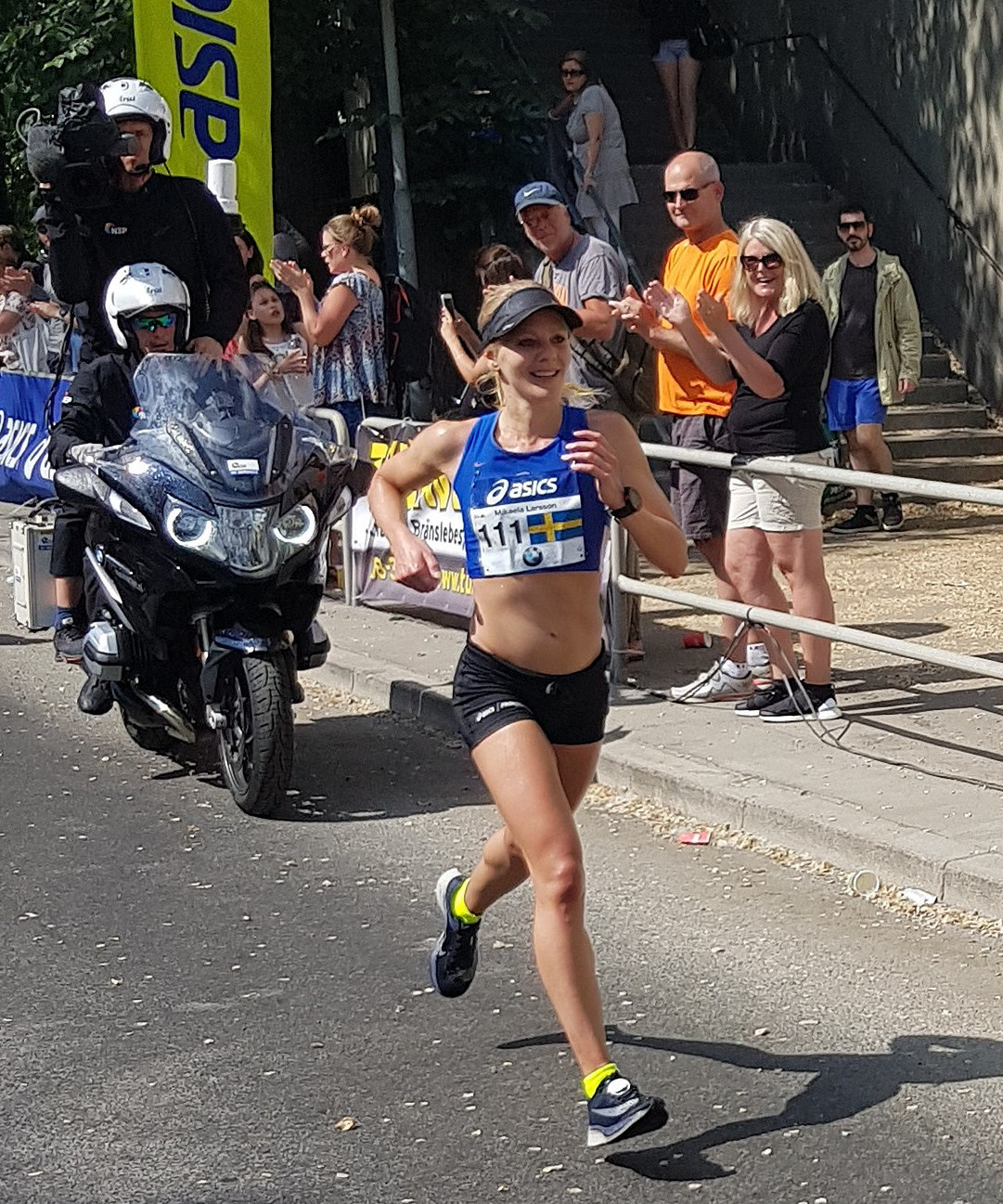
Mikaela Larsson, Stockholm Marathon 2018, på väg mot sin första seger.

| År   | Vinnare                             | Land                                | Tid                                 |
| ---- | ----------------------------------- | ----------------------------------- | ----------------------------------- |
| 1979 | Heide Brenner                       | Västtyskland                        | 2:47.06                             |
| 1980 | Ingrid Kristiansen                  | Norge                               | 2:38.45                             |
| 1981 | Ingrid Kristiansen                  | Norge                               | 2:41.34                             |
| 1982 | Ingrid Kristiansen                  | Norge                               | 2:34.26                             |
| 1983 | Tuulikki Räisänen                   | Sverige - Enhörna IF                | 2:36.58                             |
| 1984 | Ria Van Landeghem                   | Belgien                             | 2:34.13                             |
| 1985 | Jeanette Nordgren                   | Sverige - IK Vikingen               | 2:36.43                             |
| 1986 | Evy Palm                            | Sverige - Mölndals AIK              | 2:34.42                             |
| 1987 | Evy Palm                            | Sverige - Mölndals AIK              | 2:35.14                             |
| 1988 | Grete Waitz                         | Norge                               | 2:28.24                             |
| 1989 | Evy Palm                            | Sverige - Mölndals AIK              | 2:33.26                             |
| 1990 | Midde Hamrin                        | Sverige - Mölndals AIK              | 2:37.07                             |
| 1991 | Midde Hamrin                        | Sverige - Mölndals AIK              | 2:36.15                             |
| 1992 | Linda Milo                          | Belgien                             | 2:39.10                             |
| 1993 | Grete Kirkeberg                     | Norge                               | 2:37.58                             |
| 1994 | Irina Sklarenko                     | Ukraina                             | 2:40.34                             |
| 1995 | Ingmarie Nilsson                    | Sverige - Ullevi Friidrott          | 2:33.03                             |
| 1996 | Grete Kirkeberg                     | Norge                               | 2:36.40                             |
| 1997 | Anita Håkenstad                     | Norge                               | 2:33.26                             |
| 1998 | Grete Kirkeberg                     | Norge                               | 2:37.39                             |
| 1999 | Marie Söderström-Lundberg           | Sverige - Hässelby SK               | 2:36.55                             |
| 2000 | Marie Söderström-Lundberg           | Sverige - Hässelby SK               | 2:37.57                             |
| 2001 | Esther Kiplagat                     | Kenya                               | 2:29.55                             |
| 2002 | Lena Gavelin                        | Sverige - BIF Jamtrennarna          | 2:33.48                             |
| 2003 | Marie Söderström-Lundberg           | Sverige - Hässelby SK               | 2:35.07                             |
| 2004 | Rita Jeptoo                         | Kenya                               | 2:35.14                             |
| 2005 | Tina Maria Ramos                    | Spanien                             | 2:41.31                             |
| 2006 | Anna Rahm                           | Sverige - Rånäs                     | 2:36.35                             |
| 2007 | Kirsten Melkevik Otterbu            | Norge                               | 2:37.02                             |
| 2008 | Isabellah Andersson                 | Sverige - Hässelby SK               | 2:34.14                             |
| 2009 | Isabellah Andersson                 | Sverige - Hässelby SK               | 2:33.52                             |
| 2010 | Isabellah Andersson                 | Sverige - Hässelby SK               | 2:31.35                             |
| 2011 | Isabellah Andersson                 | Sverige - Hässelby SK               | 2:37.28                             |
| 2012 | Derebe Godana                       | Etiopien                            | 2:40.19                             |
| 2013 | Isabellah Andersson                 | Sverige - Hässelby SK               | 2:33.49                             |
| 2014 | Isabellah Andersson                 | Sverige - Hässelby SK               | 2:32.28                             |
| 2015 | Isabellah Andersson                 | Sverige - Hässelby SK               | 2:34.14                             |
| 2016 | Jane Onyangi                        | Kenya                               | 2:31.45                             |
| 2017 | Konjit Tilahun                      | Etiopien                            | 2:35.45                             |
| 2018 | Mikaela Larsson                     | Sverige                             | 2:40.28                             |
| 2019 | Aberash Fayesa                      | Etiopien                            | 2:33.38                             |
| 2020 | Inställt på grund av Coronapandemin | Inställt på grund av Coronapandemin | Inställt på grund av Coronapandemin |
| 2021 | Atalel Anmut                        | Etiopien                            | 2:29.03                             |
| 2022 | Tsige Haileslase                    | Etiopien                            | 2:31.48                             |
| 2023 | Sifan Melaku                        | Etiopien                            | 2:30.39                             |
| 2024 | Marion Kibor                        | Kenya                               | 2.31.46                             |
| 2025 | Shewarge Alene                      | Etiopien                            | 2.30.38                             |